# Real Federación Española de Deportes de Invierno
Real Federación Española de Deportes de Invierno är Spaniens vintersportförbund. Som en del av Spaniens olympiska kommitté (COE), sköter man olympiska vintersporter. RFEDI är mdlem av International Ski Federation (FIS) och International Biathlon Union (IBU).

## Grenar
- Alpin skidåkning
- Nordisk kombination
- Längdskidåkning
- Backhoppning
- Freestyle
- Snowboard
- Skidskytte